# Everready (The Religion)
Everready (The Religion) è il quinto album in studio del rapper statunitense Tech N9ne, pubblicato nel 2006.

## Tracce
Disco 1
1. Enter Everready – 1:56
2. Riot Maker (featuring Skatterman & Snug Brim) – 5:32 (A. Yates, S. Watson, A. Henderson, S. Landis)
3. No Can Do (featuring Krizz Kaliko) – 3:56 (A. Yates, S. Watson)
4. Welcome to the Midwest (featuring Krizz Kaliko) – 3:15 (A. Yates, S. Watson, M. Queen)
5. Bout ta' Bubble – 3:30 (A. Yates)
6. It's What You Thinkin' – 3:47 (A. Yates)
7. Night and Day – 4:15 (A. Yates)
8. Jellysickle (featuring E-40) – 3:37 (A. Yates)
9. Caribou Lou – 4:31 (A. Yates, S. Watson)
10. Hood Connection/Strange Commercial/Hood Connection – 1:51
11. My Wife, My Bitch, My Girl – 3:40 (A. Yates)
12. Flash – 3:53 (A. Yates, S. Watson, M. Calhoun)
13. Come Gangsta – 5:35 (A. Yates, S. Watson)
14. The Melancholy Maze/My World Intro – 1:25 (A. Yates)
15. My World (featuring Brotha Lynch Hung & Dalima) – 4:37 (A. Yates, K. Mann, R. Easterwood)
16. Running Out of Time (R.O.O.T.) – 3:43 (A. Yates, S. Watson)
17. The Rain (featuring Alyia Yates & Reign Yates) – 4:20 (A. Yates, S. Watson, M. Queen)
18. Fuck'em Girl (featuring Krizz Kaliko & Kutt Calhoun) – 4:10 (A. Yates, S. Watson, M. Calhoun)
19. The Beast – 3:40 (A. Yates)
20. This Is Me – 4:44 (A. Yates, S. Watson)

Disco 2: Strange Music Library
1. Intro – 1:14 (A. Yates)
2. That Owl – 5:38 (A. Yates, S. Watson)
3. In My Head – 4:56 (A. Yates)
4. Groupie (featuring Krizz Kaliko & Kutt Calhoun) – 6:22 (A. Yates, S. Watson, M. Calhoun)
5. Rock Like That (interpretato da Critical Bill) – 3:57 (B. Davis, M. Scott, M. Causley, P. Thacker, T. Sawyer)
6. The Shouting (interpretato da Critical Bill) – 4:15 (B. Davis, M. Scott, M. Causley, P. Thacker, T. Sawyer)
7. Don't Blame Me (interpretato da Skatterman & Snug Brim featuring Boy Big) – 3:42 (S. Landis, A. Henderson)
8. Run (interpretato da Skatterman & Snug Brim) – 5:40 (S. Landis, A. Henderson)
9. Whip It (interpretato da Kutt Calhoun featuring Tech N9ne) – 4:40 (M. Calhoun, A. Yates)
10. Playa Like Me (interpretato da Kutt Calhoun featuring Krizz Kaliko) – 4:49 (M. Calhoun)
11. Trapped (interpretato da Project: Deadman) – 4:40 (S. Shippy)
12. Holy War (interpretato da Project: Deadman) – 4:53 (S. Shippy, M. Clark)
13. Let It Go (interpretato da Krizz Kaliko) – 4:58 (S. Watson)
14. The Need (interpretato da Krizz Kaliko) – 6:18 (S. Watson)
15. Little Pills (interpretato da Kabosh) – 4:03 (A. Yates, S. Watson)